# Morotai

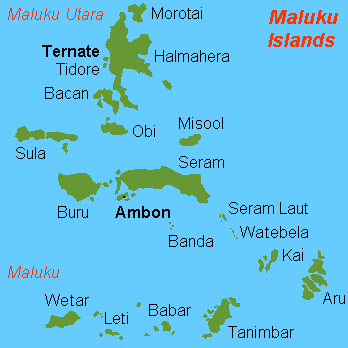
översiktskarta

Morotai (indonesiska Pulau Morotai, tidigare Moro) är en ö i Maluku Utaraprovinsen i Indonesien i västra Stilla havet.

## Geografi
Morotaiön är en ö bland Moluckerna och ligger cirka 2 500 km nordöst om Djakarta och cirka 200 km nordöst om huvudön Ternate. De geografiska koordinaterna är 2°19′ S och 128°32′ Ö.
Ön har en area om cirka 1 800 km² och täcks till stora delar av regnskog. Ön omges av en rad mindre öar främst i söder.
Området har cirka 24 000  invånare där de flesta bor i huvudorten Daruba på öns södra del och byar längs kusten. Den högsta höjden är den cirka 1 250 m höga vulkanen Gunung Sabatai.
Förvaltningsmässigt ingår ön i "kabupaten" (distrikt) Halmahera Tengah och är uppdelad i 3 "kecamatan" (kommun) Morotai Selatan, Morotai Selatan Barat och Morotai Utara
Nära Daruba och Pitu ligger öns flygplats (flygplatskod "OTI") för lokalt flyg.

## Historia
Morotai beboddes troligen av melanesier redan cirka 1500 f.Kr. och har länge legat inom sultanatet Tidores inflytandeområde. Portugiserna anlände kring början på 1500-talet och inrättade bland annat en missionärsbas under Jesuitorden. De muslimska sultanaten i området motsatte sig detta och lyckades kring 1571 driva bort portugiserna varpå de flyttade den kristna befolkningen till Ternate.
I början av 1600-talet anlände holländare från Vereenigde Oostindische Compagnie (Holländska Ostindiska Kompaniet) till ön som slutligen hamnade under nederländsk överhöghet.
Under andra världskriget ockuperades ön 1942 av Japan som då byggde en stor flygbas här. I september 1944 erövrades ön av USA som sedan använde basen i den fortsatta framryckningen mot Filippinerna.
Nederländerna behöll kontrollen över ön, förutom den korta tiden under andra världskriget, fram till Indonesiens självständighet 1949.
I början av 1999 utbröt oroligheter mellan kristna och muslimer, som dock inte blev så våldsamma som på andra ställen i Moluckerna. Samma år delades provinsen Moluckerna i två områden och Morotai blev del i Maluku Utara (Norra Moluckerna).